# Bad Köstritz
Bad Köstritz (do roku 1926 jen Köstritz) leží na řece Weiße Elster v durynském okrese Greiz a v durynském Vogtlandu severně od Gery. Zemské město je známé svým černým pivem.

## Geografie

### Struktura města
Kromě městského jádra (včetně Pohlitz) město zahrnuje okrsky Gleina, Hartmannsdorf s Dürrenbergem a Reichardtsdorf.

### Sousední obce
Sousedními obcemi jsou Caaschwitz a Kraftsdorf v okrese Greiz, Silbitz v okrese Saale-Holzland a nezávislé město Gera.

## Dějiny

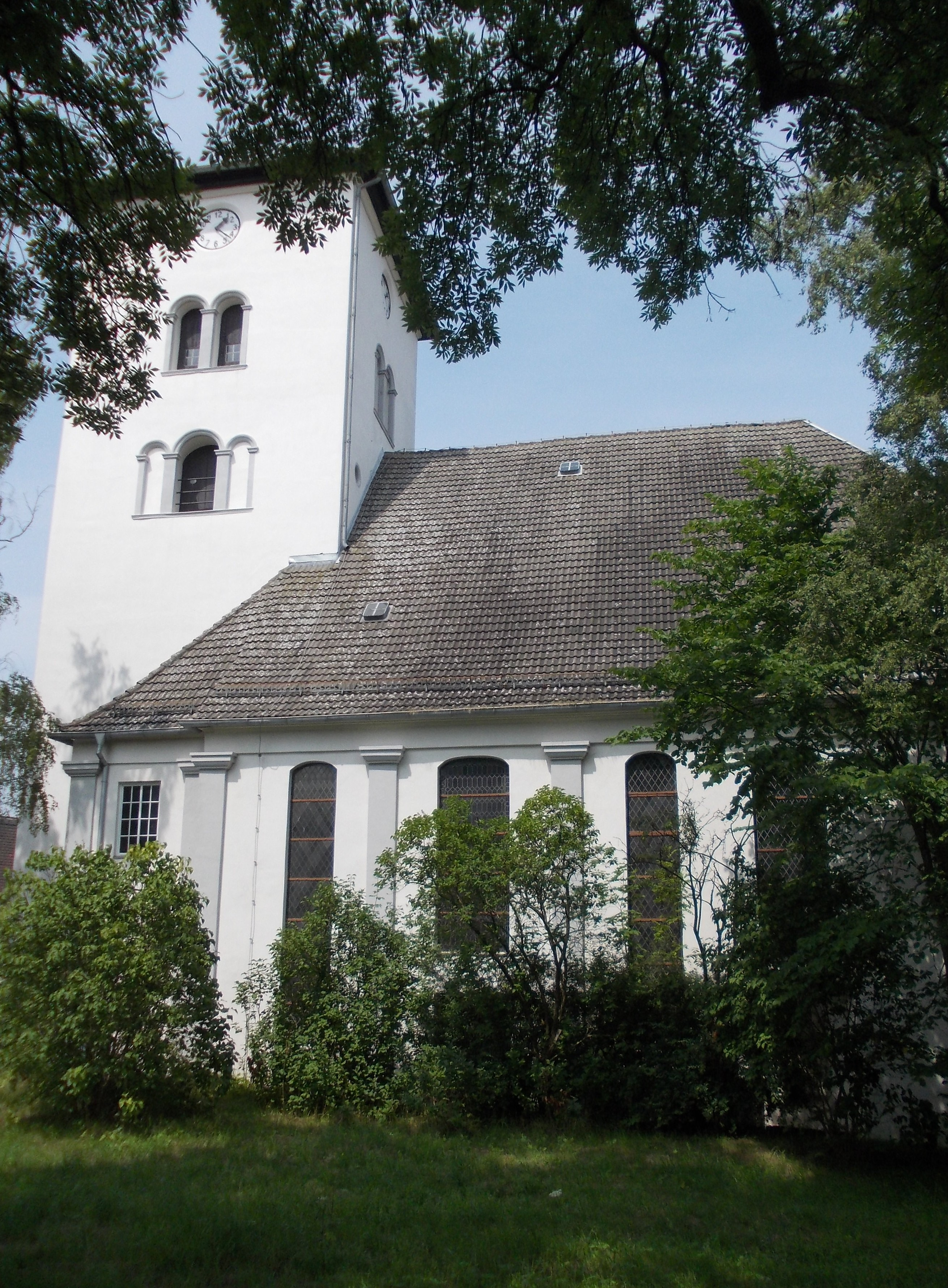
Kostel sv. Leonharda (Bad Köstritz)

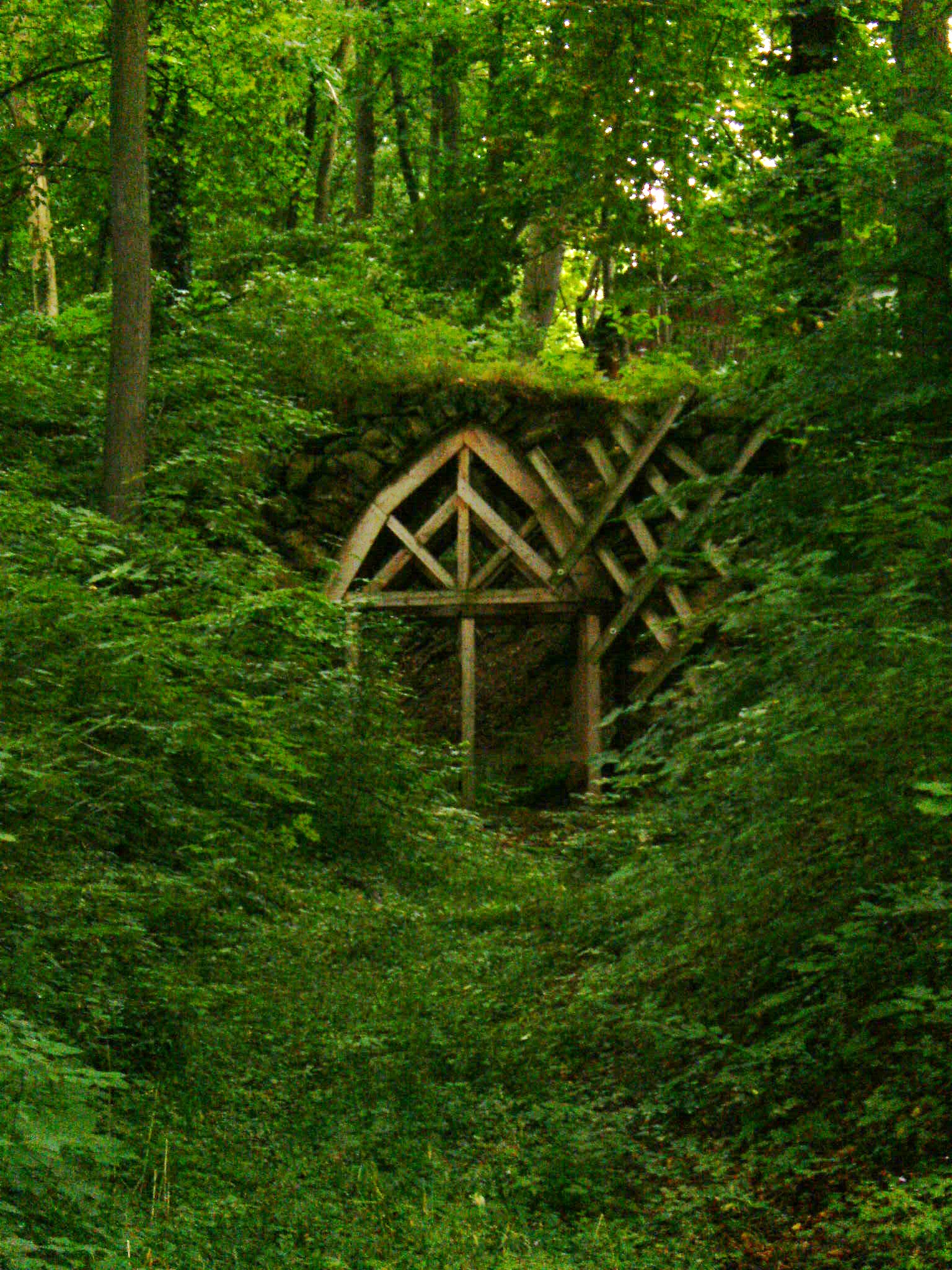
V parku

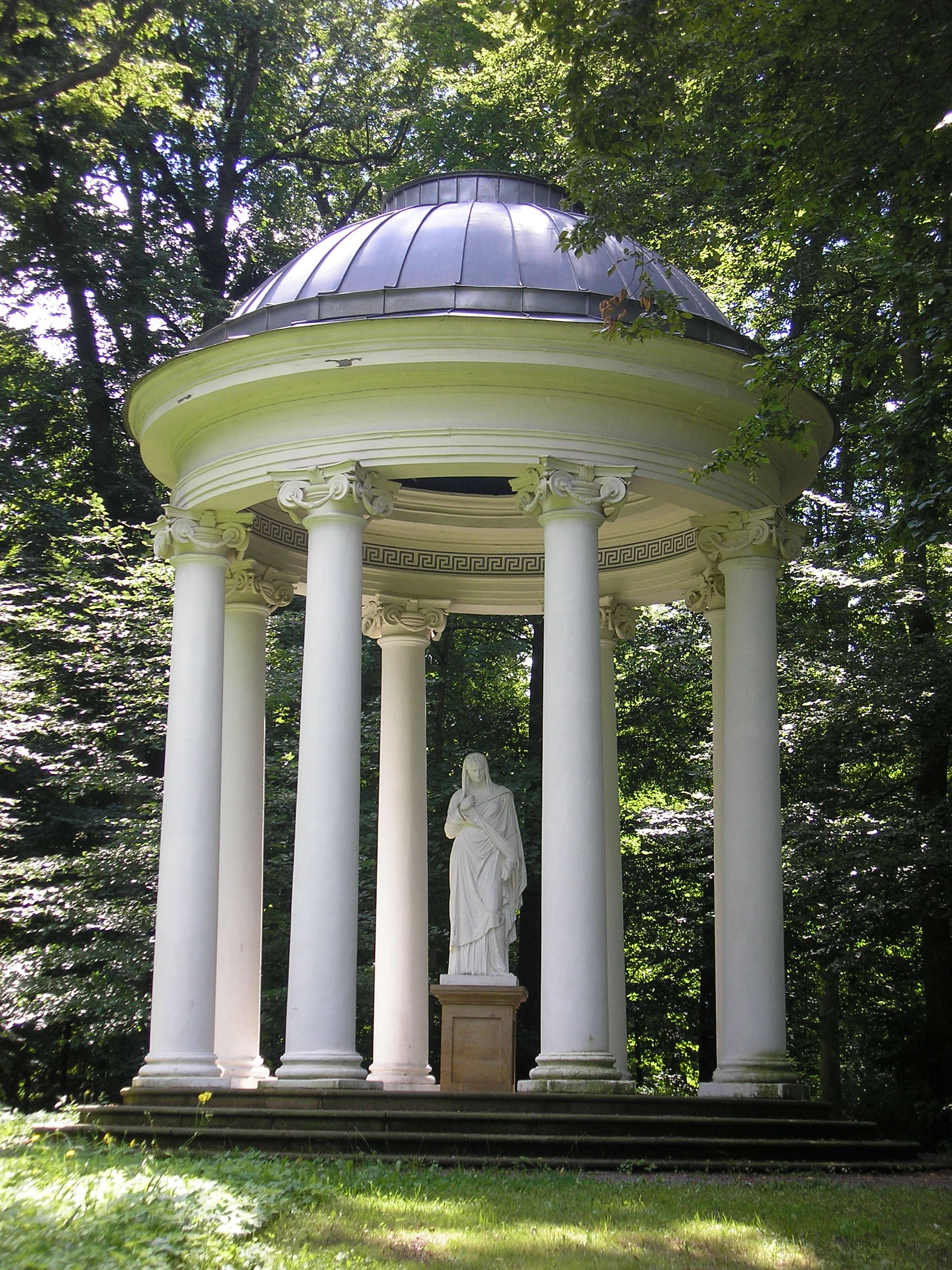
Templ v parku

Město Köstritz bylo poprvé zmíněno jako slovanská osada Kostricz na listině o zabavení v roce 1364. Od poloviny 13. století zde existoval hrad, který chránil a zabezpečoval údolí řeky Elster a přechod přes ni. Město vzniklo spojením dvou středověkých sídel.
Město zpočátku patřilo k Míšeňskému markrabství, v 1364 pak přešlo k Reußen. V letech 1689 až 1704 byl na místě hradu postaven nový zámek. V roce 1690 založili reußká hrabata ze Schleiz (mladší linie rodu Reuß) rodové dominium Reuß-Köstritz pro větev Reuß-Schleiz-Köstritz, která existovala až do roku 1918.
Kolem roku 1804 byl založen zámecký park v Elster-Aue ve stylu anglické krajinářské zahrady.
Od roku 1543 bylo zahájeno šenkování piva z Fürstlich-Reußsche Bierbrauerei (knížecí pivovar) v dolní krčmě (dnes Goldener Löwe). Christian Deegen, pěstitel jiřin, založil v roce 1826 zahradnictví a položil tak základy přízviska Köstritz jako květinového města. Christian Glenck otevřel v roce 1831 solivar Heinrichshall na Pohlitzer Flur, který však v roce 1909 zastavil výrobu a byl sloučen s chemickou továrnou postavenou v roce 1845. V roce 1845 zřídil Adolf Sturm koupaliště, které bylo v roce 1865 výrazně rozšířeno výstavbou nové lázeňské budovy a přeměnou na akciovou společnost. V roce 1886 se do Köstritz přestěhoval Zemědělský institut Hanse Settegasta. Z něj později vznikla Vyšší zahradnická škola s budovou institutu postavenou v roce 1903, která byla v roce 1943 přeměněna na nemocnici a v roce 1945 uzavřena. V této vzdělávací instituci absolvoval studia Ferdinand Tutenberg.
V roce 1911 byl otevřen nový durynský ženský azyl na Goldbachu. 1912 byla v Pohlitz postavena nová školní budova. 1919 začala výstavba sídliště Gebind. Od roku 1926 se toto místo smělo nazývat Bad Köstritz a o rok později (1927) obci Durynské ministerstvo oficiálně udělilo městská práva. V roce 1933 byl regulován tok místní řeky v úseku Gera-Thieschitz přes Bad Köstritz do Caaschwitz, což bylo spojeno s prvními velkými změnami v köstritzském parku. Následovala stavba venkovního bazénu s pětimetrovou skokanskou věží v roce 1936 v souvislosti s regulací řeky Elster v Paradiesu.
Od začátku druhé světové války v roce 1939 byli totálně nasazení dělníci ze zemí okupovaných Německem nasazeni na nucené práce v chemičce a v pivovaru černého piva, které byly důležité pro válečné úsilí. V roce 1942 byl v nacistickém vražedném středisku Hartheim v Horním Rakousku zavražděn bývalý šéf durynského ženského azylu Werner Sylten. Od roku 1943 byl Bad Köstritz tzv. nemocničním městem. V noci na 13. dubna 1945 městem prošla kolona vězňů z koncentračního tábora Buchenwald na pochodu smrti, při kterém příslušníci SS zabili 43 vězňů. Ti, kteří byli původně pohřbeni na různých místech, byli později znovu pohřbeni na hřbitově a poctěni památníkem. Dále je připomíná pamětní deska na státní škole na Hergerstrasse.
V dubnu 1945 obsadily město americké jednotky, začátkem července však byly nahrazeny Rudou armádou. To znamenalo, že město Bad Köstritz bylo začleněno do sovětské okupační zóny a od roku 1949 do Německé demokratické republiky.
V roce 1948 byl Knížecí pivovar znárodněn. Téhož roku byl znovu otevřen lázeňský dům jako revmatické sanatorium. V roce 1953 byl slavnostně otevřen most míru přes řeku Elster o rozpětí kolem 800 metrů jako součást nové magistrály přes park – první větší staveniště ve městě po roce 1945. Západní křídlo zámku bylo roku 1969 zbořeno, k demolici hlavního křídla došlo v roce 1972. R. 1979 se v parku slavil první společný jiřinkový festival komunitního sdružení Bad Köstritz. V roce 1985 byl rekonstruován Památník Heinricha Schütze a znovu zpřístupněn u příležitosti 400. výročí skladatelových narozenin.
V roce 1990 byl uzavřen Kurhaus o sedm let později pak zbořen. Od roku 1993 se staví rezidenční čtvrť Am Rosenhügel a rezidenční parky Am Birkenhain a Am Erlicht. V roce 1998 byl otevřen modernizovaný rekreační a rekreační bazén a hřiště na plážový volejbal. O rok později se na místě bývalého lázeňského domu otevřela rezidence pro seniory Karlskrona.

### Připojení obcí
1. ledna 1994 byly k městu přičleněna sídla Reichardtsdorf a Gleina (nedaleko Bad Köstritz). Hartmannsdorf následoval 1. ledna 2023.

### Populační vývoj

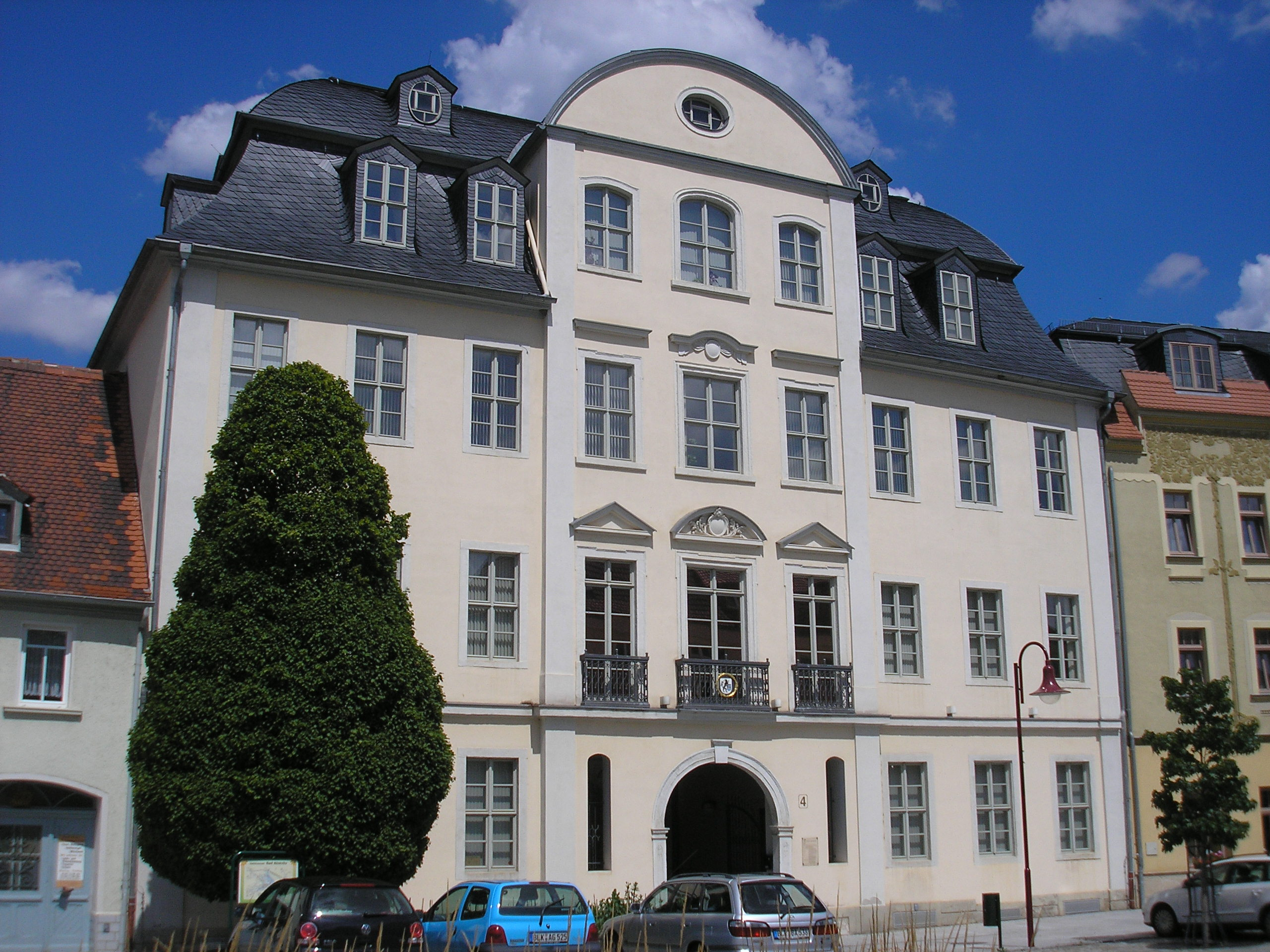
Palác v centru města, dnes sídlo městské správy

Vývoj počtu obyvatel (od 31. 12. 1994):
| - 1849: 1337 - 1885: 1756 - 1933: 2489 - 1939: 2550 - 1994: 3472 - 1995: 3547 - 1996: 3615 | - 1997: 3694 - 1998: 3750 - 1999: 3922 - 2000: 3965 - 2001: 4001 - 2002: 4003 - 2003: 3964 | - 2004: 3998 - 2005: 3964 - 2006: 3916 - 2007: 3855 - 2008: 3777 - 2009: 3732 - 2010: 3743 | - 2011: 3707 - 2012: 3642 - 2013: 3633 - 2014: 3613 - 2015: 3628 - 2016: 3593 - 2017: 3571 | - 2018: 3513 - 2019: 3514 - 2020: 3461 - 2021: 3389 - 2022: 3365 |

Zdroj dat z roku 1994: Durynský státní statistický úřad

### Starosta
Starostou na plný úvazek je Oliver Voigt (FWG), zvolen byl 25. dubna 2021. Předtím byl od roku 2003 ve funkci Dietrich Heiland (CDU).

### Partnerské vztahy
- Město Bad Arolsen v Hesensku
- Město Bitburg v Porýní-Falcku
- Město Huamantla v Tlaxcala, Mexiko
- Sponzorská společnost 1. /Panzerpionierbataillon 701 z Gery (od roku 2007)

## Kultura a památky

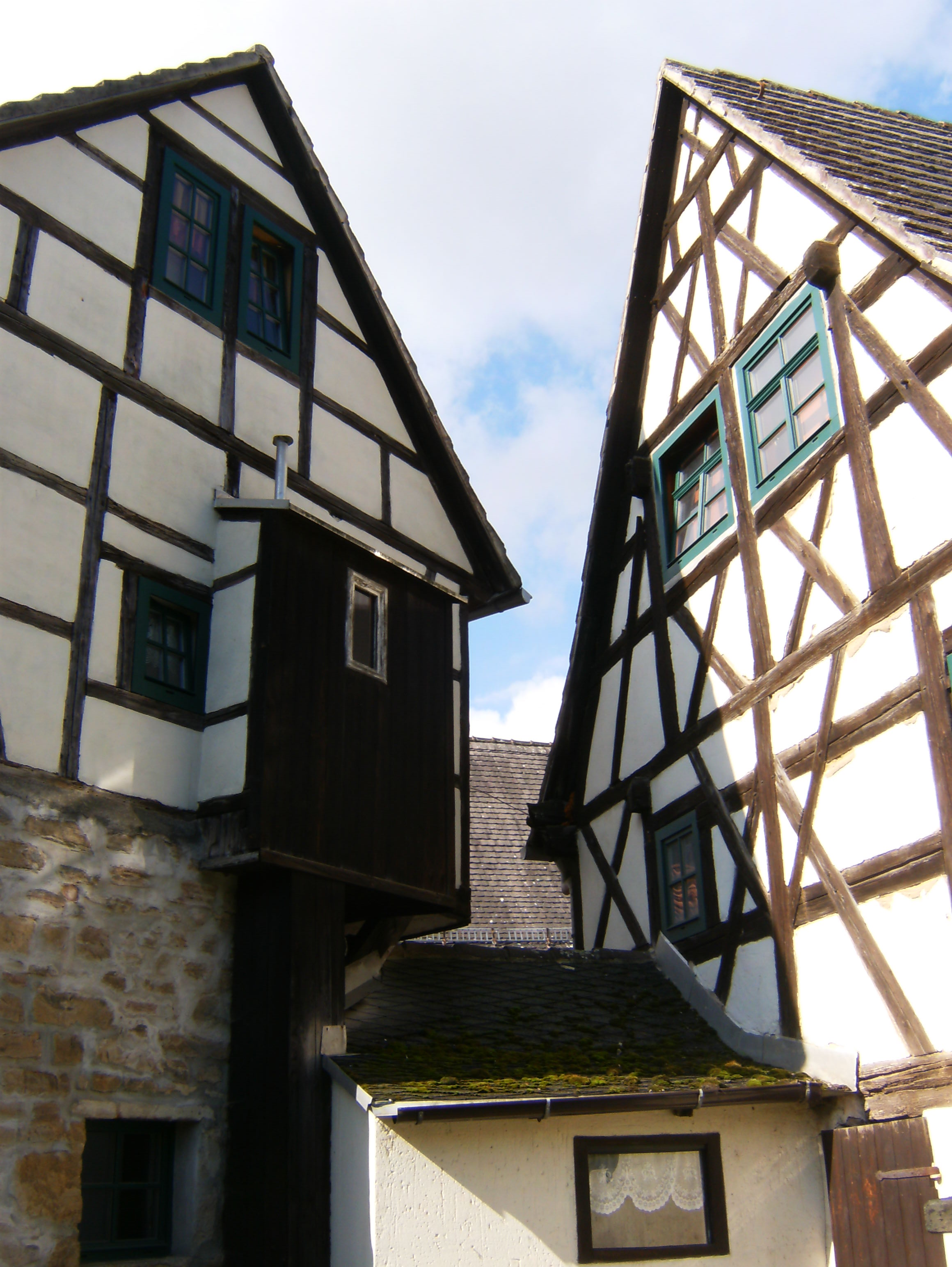
Hrázděný dům

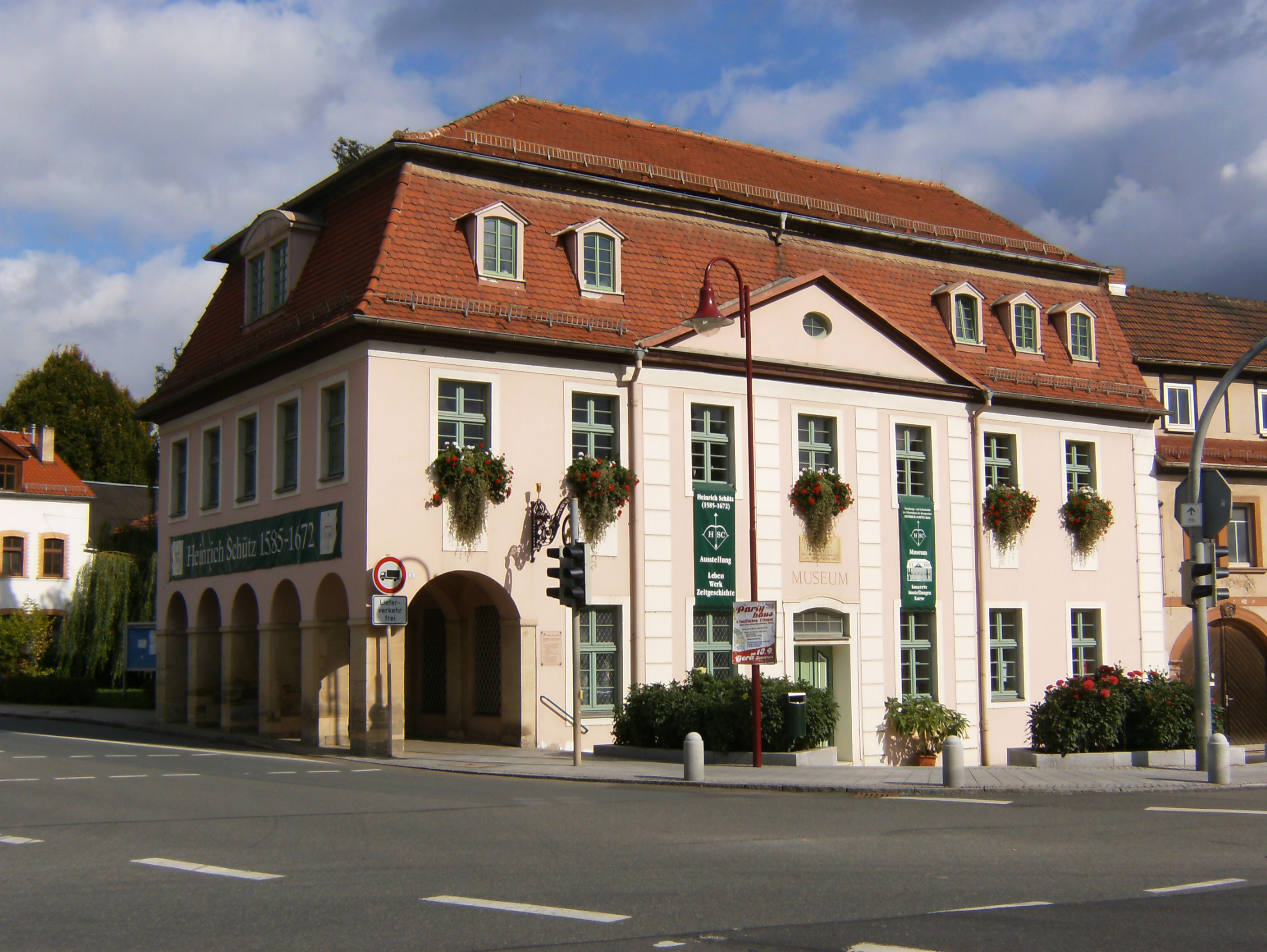
Dům Heinricha Schütze

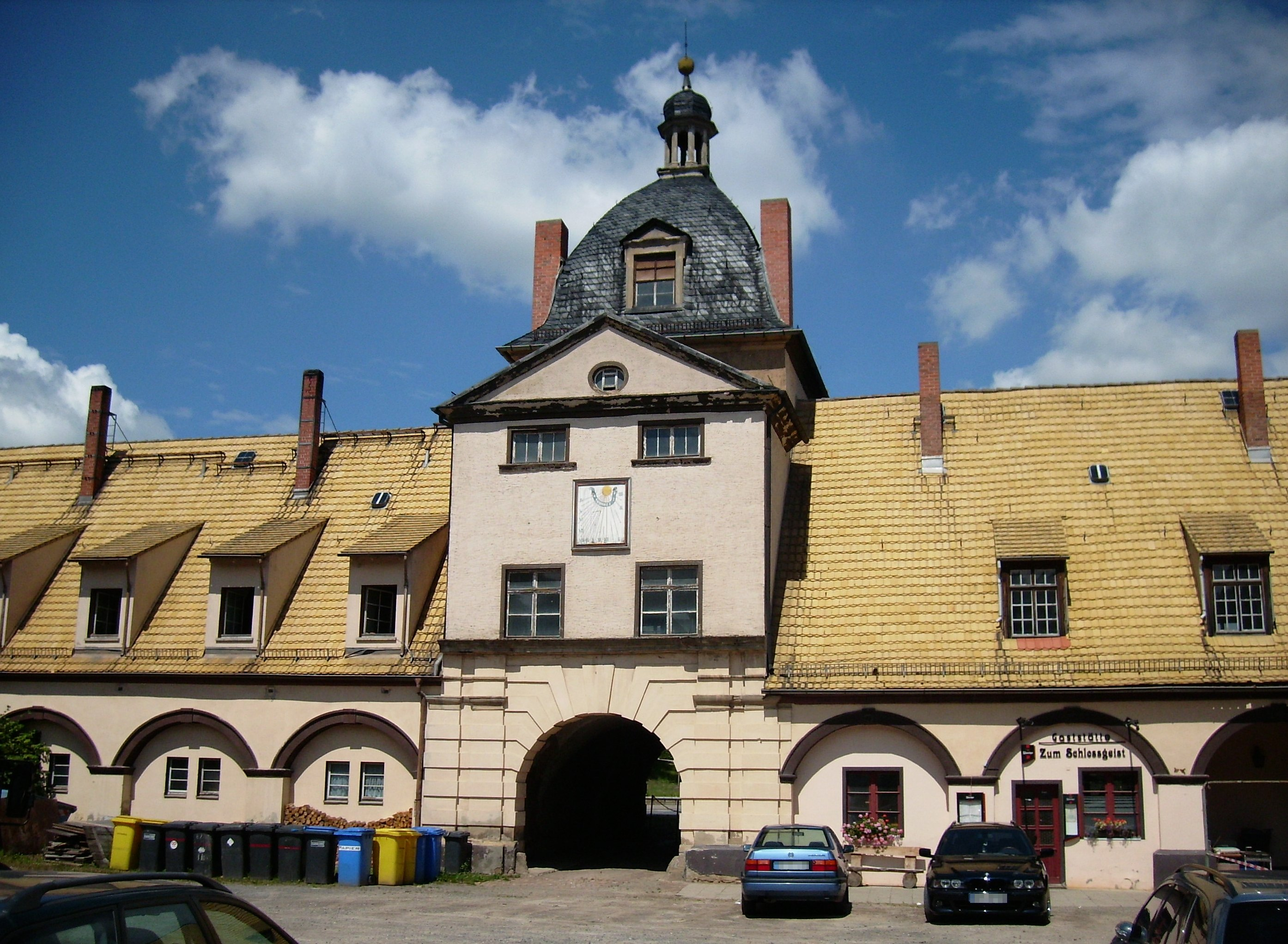
Stavba brány hradu, který byl zničen v letech 1969–72

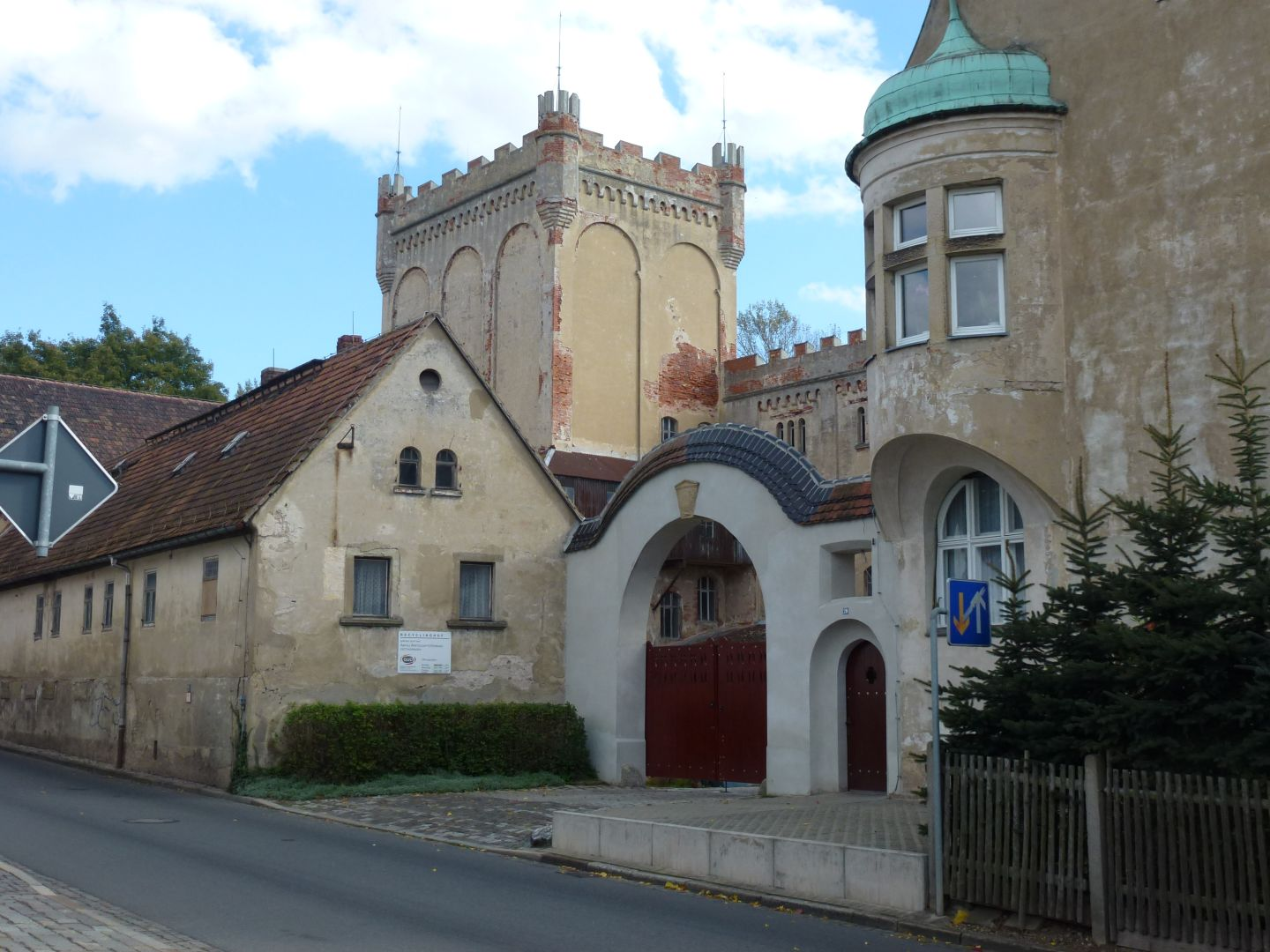
Žitný mlýn

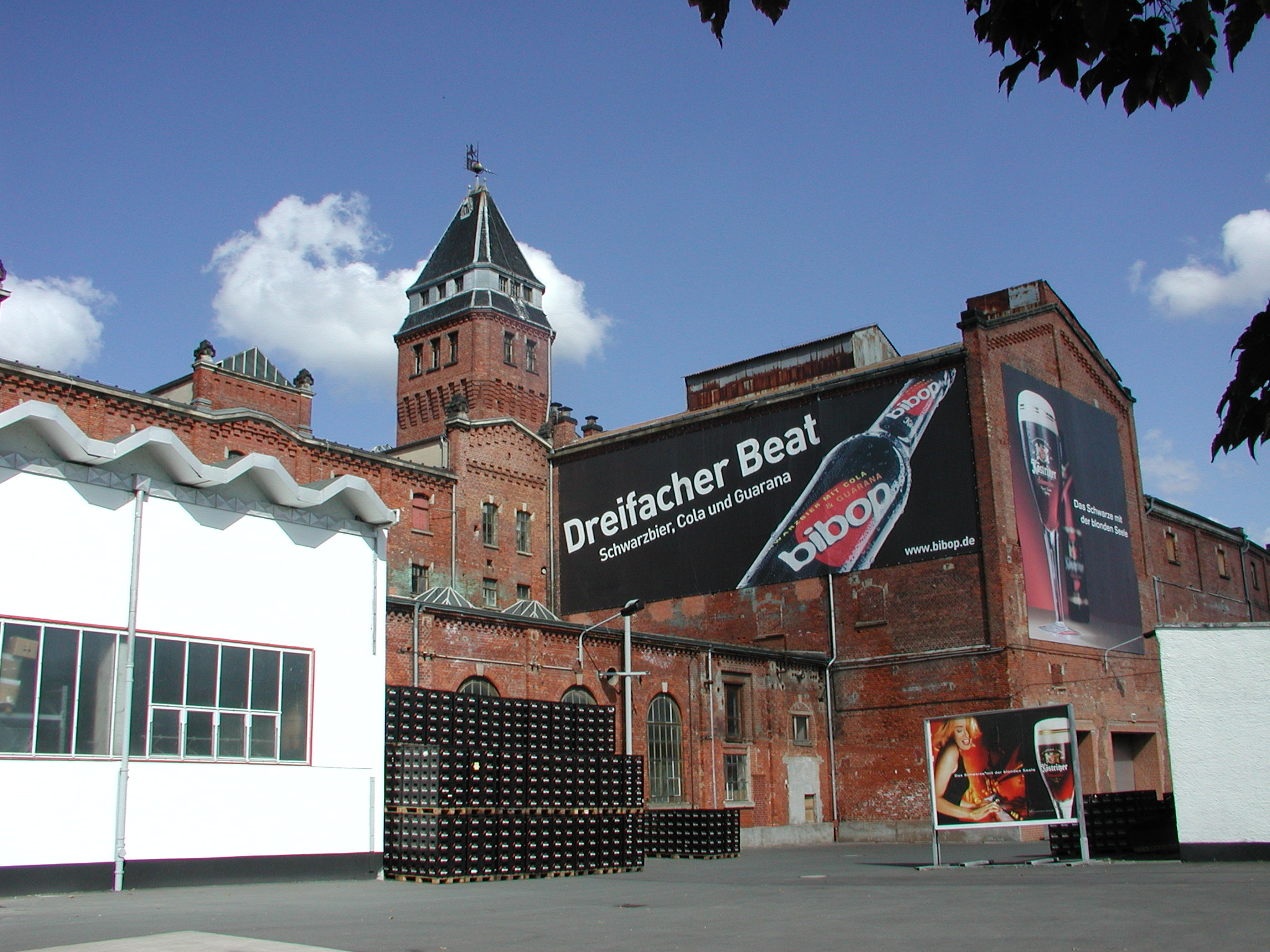
Portál pivovaru v Köstritz

Reußische Fürstenstrasse začíná v Bad Köstritz a končí v lázeňském městě Bad Lobenstein .

### Stavby
Město se může pochlubit mnoha velmi zachovalými hrázděnými stavbami.
Většina bývalého čtyřbokého komplexu hradu byla zbořena během éry NDR.
Žitný mlýn nebyl dosud obnoven.

### Muzea
Nejvýznamnějším muzeem je Dům Heinricha Schütze. Byl založen v roce 1985 jako výzkumné a památné místo a v roce 2000 renovován. Je zde stálá expozice věnovaná skladateli. Dům se kromě muzejní a vědecké funkce využívá i jako místo pro hudební vystoupení – vlastní koncertní sál nabízí prostor pro 50 návštěvníků. Dům je také místem setkání Schüt-Akademie, kulturního spolku, který se zabývá kulturním životem v 17. století.
V roce 2003 byl v podkroví Köstritzer Palais, současného sídla městské správy, zřízen pamětní pokoj Julia Sturma. Jeden již existoval dříve v letech 1918 až 1945.
V centru města za Haus des Gastes se nachází Dahlien-Zentrum Bad Köstritz. Je zde stálá expozice s tématy souvisejícími s jiřinami. V letních měsících se můžete podívat na přírodní druhy jiřin, staré i nové odrůdy ve výstavní a naučné zahradě za ní. Sídlí zde také Deutsche Dahlien-Archiv.

### Parky a zahrady
- V památkově chráněném bývalém zámeckém parku je malá obora.
- Naproti dnešní rezidenci seniorů se nachází Rosarium, bývalý lázeňský park.
- Za Dahlien-Zentrum Bad Köstritz je výstavní a výuková zahrada jiřin.

### Sport
Köstritzer Werfertag je od roku 1995 každoroční sportovní událostí, na které soutěží nejlepší němečtí atleti ve vrhačských disciplínách (hod diskem, vrh koulí, hod oštěpem atd.).

### Pravidelné akce
- Beachrugbycup v červenci
- Köstritzer Werfertag v srpnu
- Dahlienfest v září
- Heinrich-Schütz-Musikfest v říjnu

## Ekonomika

### Podniky
- Köstritzer Schwarzbierbrauerei GmbH je jedním z nejstarších pivovarů na černé pivo v Německu.
- Chemický závod Bad Köstritz se nachází v průmyslové oblasti Heinrichshall.
- Bioplynová stanice v Bad Köstritz ročně vyprodukuje bioplyn až z 60 000 tun organického odpadu z potravinářského průmyslu a gastronomie.

### Zásobování vodou a likvidace odpadních vod
Město Bad Köstritz je členem sdružení pro vodu/odpadní vody Mittleres Elstertal. Ta přebírá zásobování pitnou vodou a odvádění odpadních vod pro Bad Köstritz.

### Veřejné budovy
Durynská státní škola hasičského sboru a ochrany před katastrofami se nachází v Bad Köstritz.

## Osobnosti

### Rodáci
- Heinrich Schütz (1585–1672), německý skladatel raného baroka
- Jindřich IX Reuß do Köstritz (1711–1780), zakladatel střední rodové větve Reuß-Köstritz
- Johann Friedrich Scheuchler (kolem 1740-1791), německý státní úředník
- Jindřich LII. Reuß (1763-1851), generál v královské bavorské armádě
- Heinrich LXI. Reuß do Köstritz (1784-1813), hrabě a dědičný princ Reuß z Köstritz
- Jindřich LXIV. (Reuß-Köstritz) (1787-1856), princ Reuß z Köstritz
- Heinrich LXIX. (1792–1878), šlechtic
- Christian Friedrich Hercher (1799–1858), německý statkář a politik
- Jindřich II Reuß do Köstritz (1803-1852), německý šlechtic z rodu Reuß-Köstritz
- Ernst Herger (1812-1880), německý zahradník
- Julius Sturm (1816-1896), významný německý pozdně romantický básník, farář v Köstritz od roku 1856 do roku 1885, čestný občan Köstritz v roce 1885
- Gustav von Hüfner (1840-1908), německý chemik
- Jindřich XLVII. Reuß do Köstritz (1856-1833), okresní prezident ve Vratislavi
- Heinrich Sturm (1860-1917), německý právník, politik a starosta města Chemnitz od roku 1908 do roku 1917
- Johannes Kessler (1865-1944), protestantský pastor a autor několika vlasteneckých děl
- Klaus Münster (* 1935), německý herec
- Eckehard Deegen (1941-2009), německý veterinář
- Udo R. Follert (* 1943), německý chrámový hudebník

### Osobnosti, které v Köstritz působily
- Jiří Antonín Benda (1722–1795), německo-český kapelník a skladatel, strávil poslední roky svého života v Köstritz
- Christian Deegen (1798-1888) založil německý chov jiřin v Köstritz v roce 1826
- Hans Settegast (1852-1936), od roku 1886 vedoucí vyšší zemědělské školy v Köstritz
- Werner Sylten (1893–1942), německý protestantský teolog
- Ingeborg Stein (1934-2020), zakladatel a první ředitel Akademie Heinricha Schütze Bad Köstritz (1984-1999), tedy Dům Heinricha Schütze v Bad Köstritz

### Filmy
- ARD, MDR: Thüringen – Bilderbuch Deutschland – Von der oberen Saale zur Reussischen Fürstenstrasse; UAP Video GmbH; Leipzig 2005; DVD, Europe-Pal, 4:3